# エリキング
エリキング（2022年2月12日 - ）は日本の競走馬。主な勝ち鞍に2024年の京都2歳ステークス。

## デビュー前
2023年のセレクトセールにおいて、オーナーの藤田晋によって、税抜きで2億1000万円で落札された。
馬名意味はJRAおよびジャパン・スタッドブック・インターナショナルの登録情報では「人名より+王」。これは、藤田がCEOを務めるJリーグのクラブ・FC町田ゼルビア（2025年途中にヴィッセル神戸へ期限付き移籍）のフォワード、エリキことエリキ・ナシメント・デ・リマから命名されている。

## 戦績

### 2歳（2024年）
6月23日京都芝1800mの2歳新馬戦に1番人気で出走。レースでは中団追走から直線で外から鋭く脚を伸ばして先頭に立つと、最後は最後方から追い込んできたサラコスティに1馬身半差をつけデビュー戦を勝利で飾る。
9月21日の野路菊ステークスでは5頭立ての4番手追走から直線で力強く抜け出して快勝、デビュー2連勝とした。
11月23日に京都競馬場で行われたラジオNIKKEI杯京都2歳ステークスでは、中団を追走する中で、勝負どころではやや手ごたえが怪しくなったが、直線コースに向くと、豪快に伸び、差し切りを決めて、デビューから3連勝で重賞初制覇を飾った。
なお、管理する中内田充正調教師によれば、「（今後）馬の様子を見ながら、オーナーと相談してですね。（年末は）使わないと思います。来年（2025年）に備える予定です」と話している。しかし、12月12日に、右第1指骨の剥離骨折が判明し、全治3か月の見通しであることがJRAから明らかにされた。管理する中内田調教師によれば、「まずはしっかりと患部を治すことを第一に。来年のレースに備えます」と話している。

### 3歳（2025年）
1月27日、馬主である藤田晋が、4月20日に行われる皐月賞に直行することを明らかにした。馬主である藤田は「（骨折は）軽いものみたいなので、皐月賞に直行プランで聞いています」と説明している。

## 競走成績
以下の内容は、JBISサーチおよびnetkeiba.comに基づく。
| 競走日     | 競馬場 | 競走名   | 格   | 距離（馬場）  | 頭 数 | 枠 番 | 馬 番 | オッズ （人気） | 着順 | タイム （上り3F） | 着差 | 騎手      | 斤量 [kg] | 1着馬（2着馬）     | 馬体重 [kg] |
| ---------- | ------ | -------- | ---- | ------------- | ----- | ----- | ----- | --------------- | ---- | ----------------- | ---- | --------- | --------- | ------------------ | ----------- |
| 2024.06.23 | 京都   | 2歳新馬  |      | 芝1800m（重） | 8     | 6     | 6     | 001.70（1人）   | 01着 | R1:52.1（34.3）   | -0.2 | 0川田将雅 | 55        | （サラコスティ）   | 484         |
| 0000.09.21 | 中京   | 野路菊S  | OP   | 芝2000m（良） | 5     | 1     | 1     | 001.40（1人）   | 01着 | R2:02.8（33.4）   | -0.1 | 0川田将雅 | 55        | （ジョバンニ）     | 498         |
| 0000.11.24 | 京都   | 京都2歳S | GIII | 芝2000m（良） | 8     | 8     | 8     | 001.90（1人）   | 01着 | R2:00.9（34.2）   | -0.2 | 0川田将雅 | 56        | （ジョバンニ）     | 498         |
| 2025.04.20 | 中山   | 皐月賞   | GI   | 芝2000m（良） | 18    | 1     | 2     | 018.70（5人）   | 11着 | R1:58.0（34.9）   | -1.0 | 0川田将雅 | 57        | ミュージアムマイル | 500         |
| 0000.06.01 | 東京   | 東京優駿 | GI   | 芝2400m（良） | 18    | 2     | 3     | 017.00（8人）   | 05着 | R2:24.3（33.4）   | -0.6 | 0川田将雅 | 57        | クロワデュノール   | 500         |

- 競走成績は2025年6月1日現在

## 血統表
| エリキングの血統           | エリキングの血統                                  | エリキングの血統                                  | （血統表の出典）                                  | （血統表の出典） |
| 父系                       | サンデーサイレンス系                              | サンデーサイレンス系                              | サンデーサイレンス系                              | [ § 2 ]          |
| 父 キズナ 2012 鹿毛        | 父の父ディープインパクト 2002 鹿毛                | *サンデーサイレンス                               | Halo                                              | Halo             |
| 父 キズナ 2012 鹿毛        | 父の父ディープインパクト 2002 鹿毛                | *サンデーサイレンス                               | Wishing Well                                      |                  |
| 父 キズナ 2012 鹿毛        | 父の父ディープインパクト 2002 鹿毛                | *ウインドインハーヘア                             | Alzao                                             | Alzao            |
| 父 キズナ 2012 鹿毛        | 父の父ディープインパクト 2002 鹿毛                | *ウインドインハーヘア                             | Burghclere                                        |                  |
| 父 キズナ 2012 鹿毛        | 父の母*キャットクイル 1990 鹿毛                   | Storm Cat                                         | Storm Bird                                        | Storm Bird       |
| 父 キズナ 2012 鹿毛        | 父の母*キャットクイル 1990 鹿毛                   | Storm Cat                                         | Terlingua                                         |                  |
| 父 キズナ 2012 鹿毛        | 父の母*キャットクイル 1990 鹿毛                   | Pacific Princess                                  | Damascus                                          | Damascus         |
| 父 キズナ 2012 鹿毛        | 父の母*キャットクイル 1990 鹿毛                   | Pacific Princess                                  | Fiji                                              |                  |
| 母 *ヤングスター 2014 鹿毛 | 母の父High Chaparral 1999 鹿毛                    | Sadler's Wells                                    | Northern Dancer                                   | Northern Dancer  |
| 母 *ヤングスター 2014 鹿毛 | 母の父High Chaparral 1999 鹿毛                    | Sadler's Wells                                    | Fairy Bridge                                      |                  |
| 母 *ヤングスター 2014 鹿毛 | 母の父High Chaparral 1999 鹿毛                    | Kasora                                            | Darshaan                                          | Darshaan         |
| 母 *ヤングスター 2014 鹿毛 | 母の父High Chaparral 1999 鹿毛                    | Kasora                                            | Kozana                                            |                  |
| 母 *ヤングスター 2014 鹿毛 | 母の母Starspangled 2003 鹿毛                      | *デインヒル                                       | Danzig                                            | Danzig           |
| 母 *ヤングスター 2014 鹿毛 | 母の母Starspangled 2003 鹿毛                      | *デインヒル                                       | Razyana                                           |                  |
| 母 *ヤングスター 2014 鹿毛 | 母の母Starspangled 2003 鹿毛                      | User Friendly                                     | Slip Anchor                                       | Slip Anchor      |
| 母 *ヤングスター 2014 鹿毛 | 母の母Starspangled 2003 鹿毛                      | User Friendly                                     | Rostova                                           |                  |
| 母系(F-No.)                | (FN:1-s)                                          | (FN:1-s)                                          | (FN:1-s)                                          | [ § 3 ]          |
| 5代内の近親交配            | Northern Dancer：M4×S5×M5、Shirley Heights：M5×M5 | Northern Dancer：M4×S5×M5、Shirley Heights：M5×M5 | Northern Dancer：M4×S5×M5、Shirley Heights：M5×M5 | [ § 4 ]          |
| 出典                       | 1. 2. 3. 4.                                       | 1. 2. 3. 4.                                       | 1. 2. 3. 4.                                       | 1. 2. 3. 4.      |

- 母ヤングスターは2018年のクイーンズランドオークス（豪G1）優勝馬[15]。
- 3代母ユーザーフレンドリーはオークスステークス、アイリッシュオークス等GI5勝を挙げている。